# Copa Colsanitas 2023
Copa Colsanitas 2023 a fost un turneu de tenis feminin care s-a jucat pe terenuri cu zgură. A fost cea de-a 25-a ediție și a făcut parte din categoria WTA 250 a Circuitul WTA 2023. A avut loc la Country Club din Bogotá, Columbia, în perioada 3–9 aprilie 2023.

## Campioni

### Simplu
Pentru mai multe informații consultați Copa Colsanitas 2023 – Simplu

### Dublu
Pentru mai multe informații consultați Copa Colsanitas 2023 – Dublu

## Puncte și premii în bani

### Distribuția punctelor
| Probă  | C   | F   | SF  | QF | R16 | R32 | Q   | Q2  | Q1  |
| Simplu | 280 | 180 | 110 | 60 | 30  | 1   | 18  | 12  | 1   |
| Dublu  | 280 | 180 | 110 | 60 | 1   | N/A | N/A | N/A | N/A |

### Premii în bani
| Probă  | C       | F       | SF      | QF     | R16    | R32    | Q2     | Q1     |
| Simplu | $29,200 | $16,398 | $10,100 | $5,800 | $3,675 | $2,675 | $1,950 | $1,270 |
| Dublu  | $10,300 | $6,000  | $3,800  | $2,300 | $1,750 | N/A    | N/A    | N/A    |